# Андронік Дука (військовик)
Андронік Дука (д/н — бл. 910) — військовий та політичний діяч Візантійської імперії.

## Життєпис
Походив з провінційної знаті. Син військовика Андроніка Дуки. Про молоді роки замало відомостей. Втім, напевне продовжив родинну справу, ставши вояком. Вперше письмово згадується у 904 році. На цей час уже мав титул патрикія та магістра.
У листопаді 904 року спільно з Естафієм Аргиром виступив проти арабської династії Хамданідів. У битві біля Германікеї завдав поразки військам аль-Хасана ібн Хамдана, істотно просунувшись на схід Малої Азії. За цей успіх отримав титул доместіка схол.
У 906 році дістав наказ рушати з військом до західного узбережжя Егейського моря для підтримки візантійського флоту на чолі з Гімерієм. При цьому Дуку було підпорядковано останньому. Втім, Андронік Дука не поспішав виконувати наказ. Водночас його деякі аристократи з Константинополя стали підбурювати проти влади імператора Льва VI. Проти Дуки інтригував впливовий сановник — євнух Самонас.
Під час цього непорозуміння Гімерії став діяти самостійно, завдавши поразки арабському флоту. За цих обставин Дука зрозумів, що невдовзі опиниться під справжньою загрозою. Тому на чолі вірних військ влаштував заколот, захопивши фортецю Кабалу біля Іконія (в Малій Азії). Імператор спрямував Дуці його родича Георгія Іберіца, щоб переконати його здатися. Остаточно становище Дуки погіршилося у 907 році, коли було позбавлено посади його друга константинопольського патріарха Миколая Містика.
Після цього Андронік Дука втік до Багдадського халіфату. Але невдовзі імператор спрямував тому листа з помилування. Але внаслідок інтриг євнуха Самонас лист потрапив до слуг халіфа. За цих обставин Андронік Дука прийняв іслам. Помер близько 910 року. Після цього його син Костянтин втік до Візантії, де його помилували.